# Dzarma Bata
Dzarma Bata Debiro (* 5. Februar 1993 in Owode) ist ein nigerianischer Fußballspieler.

## Karriere
Dzarma Bata stand von 2014 bis 2015 bei Preah Khan Reach Svay Rieng im kambodschanischen Svay Rieng unter Vertrag. Der Verein spielte in der ersten Liga des Landes, der Cambodian League. 2014 wurde er mit 23 Toren Torschützenkönig der Liga. 2015 gewann der mit Svay Rieng den Hun Sen Cup. Das Endspiel gegen den Nagaworld FC gewann man mit 2:1. 2016 wechselte er zum Ligakonkurrenten Boeung Ket Angkor. Mit dem Verein aus der Provinz Kampong Cham gewann er 2016 die kambodschanische Meisterschaft. Nach der Meisterschaft verließ er den Verein und schloss sich Anfang 2017 dem ebenfalls in der ersten Liga spielenden Cambodian Tiger aus Siem Reap an. Nach einem Jahr wechselte er Anfang 2018 zu Soltilo Angkor. Für den National Defense Ministry FC spielte er das erste Halbjahr 2019. Das zweite Halbjahr stand er bei Phnom Penh Crown in Phnom Penh unter Vertrag. 2020 verpflichtete ihn der Angkor Tiger FC. Von September 2020 bis Dezember 2020 wurde er an den Ligakonkurrenten Boeung Ket Angkor ausgeliehen. Anfang 2021 kehrte er nach der Ausleihe zu Angkor Tiger zurück. Dort spielte er weitere zwei Jahre und schloss sich dann Ende Dezember 2022 dem thailändischen Drittligisten Wat Bot City FC an. Mit dem Verein aus Phitsanulok trat er in der Northern Region der Liga an. Hier absolvierte er zehn Ligaspiele. Nach der Saison wurde sein Vertrag nicht verlängert. Im Januar 2024 unterschrieb er einen Vertrag bei dem in der Westerb Region spielenden Lopburi City FC. Bei dem Verein aus Lop Buri bestritt er sechs Spiele. Hierbei erzielte er acht Treffer. Zu Beginn der Saison 2024/25 wechselte er zu dem in der Northern Region spielenden Nakhon Sawan See Khwae City FC. Hier bestritt er zehn Ligaspiele. Nach der Hinrunde wechselte er im Januar 2025 zu dem ebenfalls in der Northern Region spielenden Maejo United FC. Am Ende der Saison 2024/25 feierte er mit dem Verein die Meisterschaft der Region.

## Erfolge
Preah Khan Reach Svay Rieng
- Hun Sen Cup: 2015

Boeung Ket Angkor
- Kambodschanischer Meister: 2016

Maejo United FC
- Thai League 3 – North: 2024/25

## Auszeichnungen
Cambodian League
- Torschützenkönig: 2014